# یوکی آمانو
یوکی آمانو (ژاپنی: 天野 悠貴؛ زادهٔ ۱۷ آوریل ۲۰۰۰) یک بازیکن فوتبال اهل ژاپن است.
از باشگاه‌هایی که در آن بازی کرده‌است می‌توان به باشگاه فوتبال توکیو اشاره کرد.